# Podlesie (Dąbrowa)
Pour les articles homonymes, voir Podlesie.
Podlesie est une localité polonaise de la gmina de Szczucin, située dans le powiat de Dąbrowa en voïvodie de Petite-Pologne.